# Рангджунг Дордже
Кармапа Рангджунг Дордже (1284 – 1339) се ражда в Тингри, западен Тибет – необикновено бързоразвиващо се интелигентно момче. Според биографите му още на тригодишна възраст кара приятелите си да му направят трон. След това сяда на него, слага си черна шапка и се обявява за лама Кармапа.
Надареното момче бързо става много известно и когато се среща с лама Оргенпа на петгодишна възраст бива разпознато като трето прераждане на Кармапа и веднага получава първите си посвещения. До осемнадесетата си вече има пълните поучения на традициите Кагю и Нингма.
Рангджунг Дордже приема монашески сан и продължава интензивното си обучение макар че както твърдят учителите му той помни всичките поучения от предишните си животи. Особено важна е срещата му с ламата от Нингма Ригдзин Кумарараджа, от когото получава приемствеността на тази линия. Впоследствие Кармапа събира приемственостите на Махамудра (Великия Печат или тиб. Чагчен) и Маха Ати (Великото Съвършенство или тиб. Дзогчен) в рамките на линията Карма Кагю. Освен това получава и текстови и устни приемствености от всички Будистки линии в Тибет по това време. По тази причина активността на Рангджунг Дордже се асоциира с възникналото няколко века по-късно „безгранично“ движение Риме. Подобно на своя предшественик третият Кармапа също бива посрещнат с изключителни почести в двора на монголския император.
Духовното влияние на Кармапа Рангджунг Дордже е огромно. Той създава множество важни Дхарма текстове и има много високореализирани ученици: важния лама от Нингма Лонгчен Рабджампа, големия учен от Сакя Ягде Пандита, първия Шамар Ринпоче, Дракпа Сенге, монголския владетел Тогон Темур, както и Юнгтон Дордже Пал, който става негов приемник.